# サルーム川

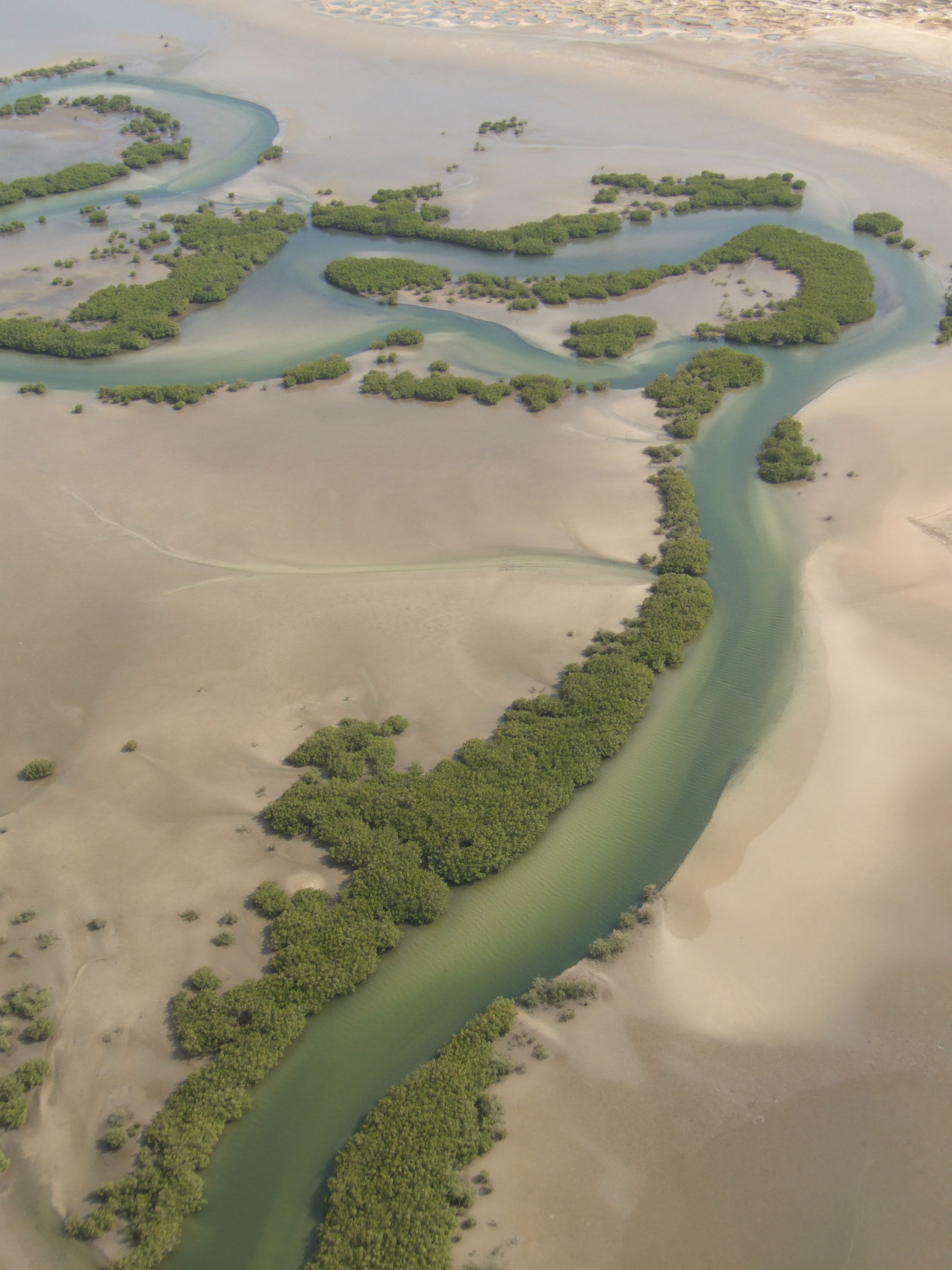
サルーム川

サルーム川（サルームがわ、Saloum）は、セネガルを流れる全長250Kmの河川である。著しい乾燥気候のため塩分濃度は海洋部よりも高く、中流部のカオラック周辺では製塩事業が盛んである。

## 流路
カオラック、フンジュンを経て、概ね西方向に流れており、シヌ川などとともにデルタ地帯（サルーム・デルタ）を形成し、大西洋に注いでいる。

## 生物
フンジュン以西のデルタ地域はマングローブの繁殖地で、野鳥が多く見られ、サルーム・デルタ国立公園となっている。